# Canon de 155 mm court modèle 1881
Le canon de 155 mm C modèle 1881 est un obusier conçu par le Colonel Charles Ragon de Bange et employé par l'armée française pendant la première guerre mondiale.

## Histoire
Le canon de 155 mm C modèle (mle) 1881 est l'une des pièces d'artillerie lourde conçues par le colonel Charles Ragon de Bange. Le 11 mai 1874, trois canons longs de Bange (120 mm L, 155 mm L, 240 mm) et de deux mortiers (220 mm, 270 mm) sont également commandés par l'Armée française. Le 155C mle 1881 est moderne pour son époque car entièrement construit en acier au lieu du fût d'acier entouré d'anneaux de renforcement en fonte de son prédécesseur le Canon de 240 mm mle 1870-87.

## Conception
Contrairement au canon de 155 mm L modèle 1877, le 155C mle 1881 est conçu pour le tir à courte portée et à grande hausse. L'affût du 155C mle 1881 a une forme distinctive en col de cygne, un tube en acier à culasse de Bange et utilise des obus à charge propulsive séparée. Le 155C mle 1881 est construit à l'origine sans mécanisme de recul et le pointage doit se faire par déplacement de l'affût après chaque coup, limitant ainsi la cadence de tir. Pour le transport, le 155C mle 1881 peut être équipé de roues amovibles à l'avant de l’affût. L'affût était ensuite posé en contre-appui sur son avant-train pour être déplacé par un attelage de chevaux. La mise en batterie et notamment la création de la plate-forme de tir de 5,3 m faite de poutres en bois nécessite 2h30 de travail.

## Première guerre mondiale

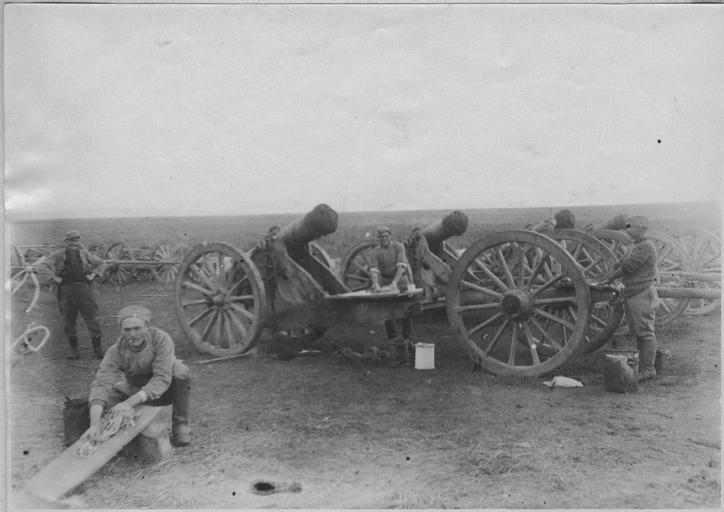
Traction hippomobile.

Bien que la majorité des belligérants possèdent une artillerie lourde de campagne avant le déclenchement de la Première guerre mondiale, aucun n'a un nombre suffisant de canons lourds en service, et aucun n'a prévu l'importance croissante de l'artillerie lourde après la stabilisation du Front de l'Ouest et le début de la guerre de tranchée. Les fortifications terrestres et navales et les arsenaux sont privés de leur artillerie lourde qui est envoyée au front. Des affûts de campagne ou sur rail sont construits pour ces pièces afin de créer l'artillerie lourde nécessaire pour venir à bout des tranchées et des fortifications bétonnées.
Lors du déclenchement de la première guerre mondiale, environ 237 canons de 155C mle 1881 sont disponibles. Le 155C mle 1881 est classé comme pièce de siège et de place et affecté aux régiments d'artillerie à pied pour la défense des fortifications. Bien que conçu pour une utilisation statique dans les fortifications, sa relative légèreté et ses roues amovibles permettent son usage fréquent comme obusier de campagne. Bien que le 155C mle 1881 ait une faible portée, il a une réputation de précision et sa capacité de tir indirect lui permet d'atteindre des positions défilées ainsi que de réduire l'exposition de ses servants.

## Porté

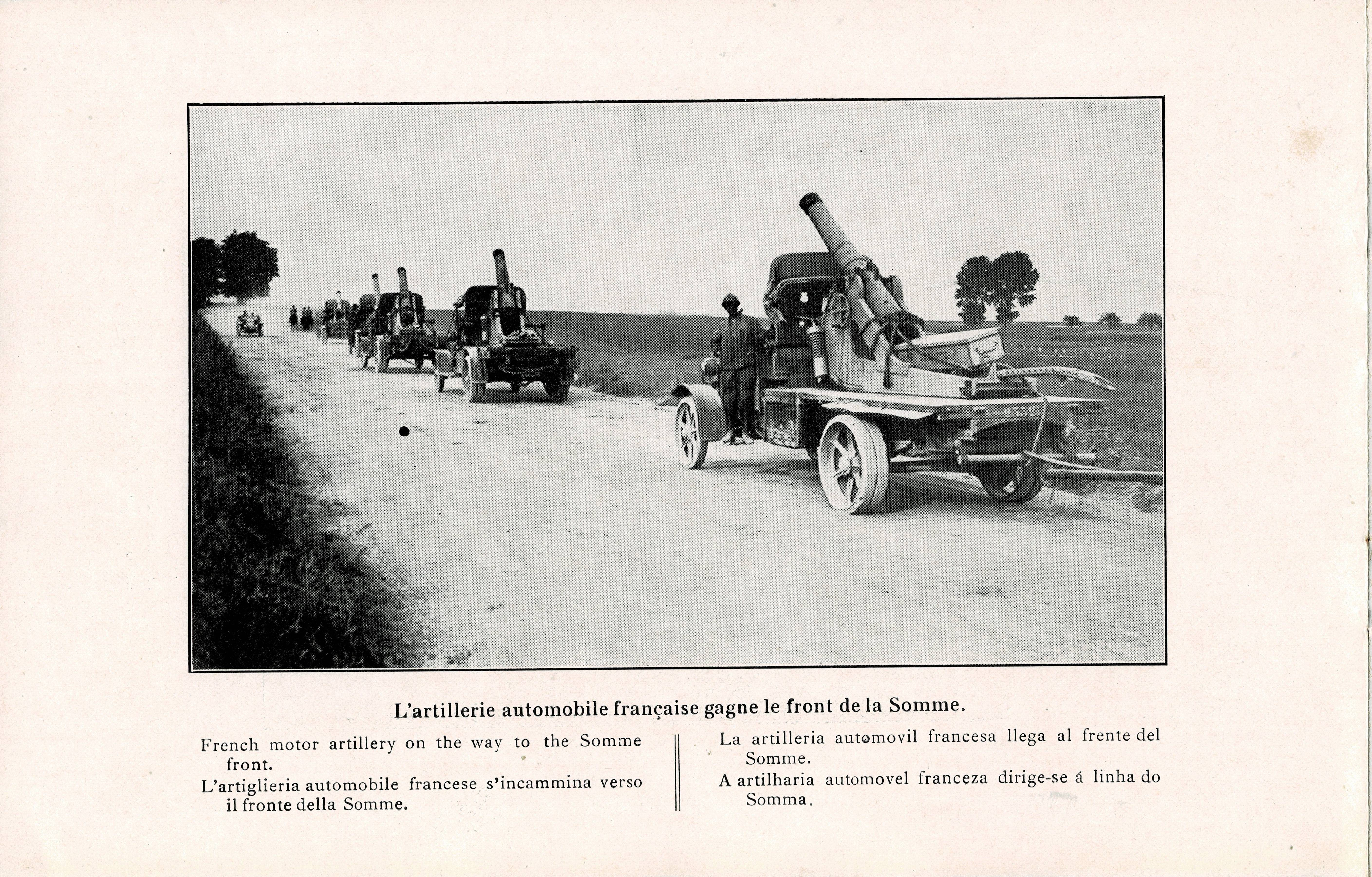
Porté sur camion.

Un nombre inconnu de 155C mle 1881 sont montés sur des camions pour créer des pièces d'artillerie mobiles. Ils sont montés sur un camion plateau avec le tube au-dessus de la cabine du camion.

### En tourelle
De 155 C type de Montluçon : il s'agit de 155C mle 1881 installés en tourelles dans les fortifications de Lucey.

### Affût-truck Peigné Canet mle 1897

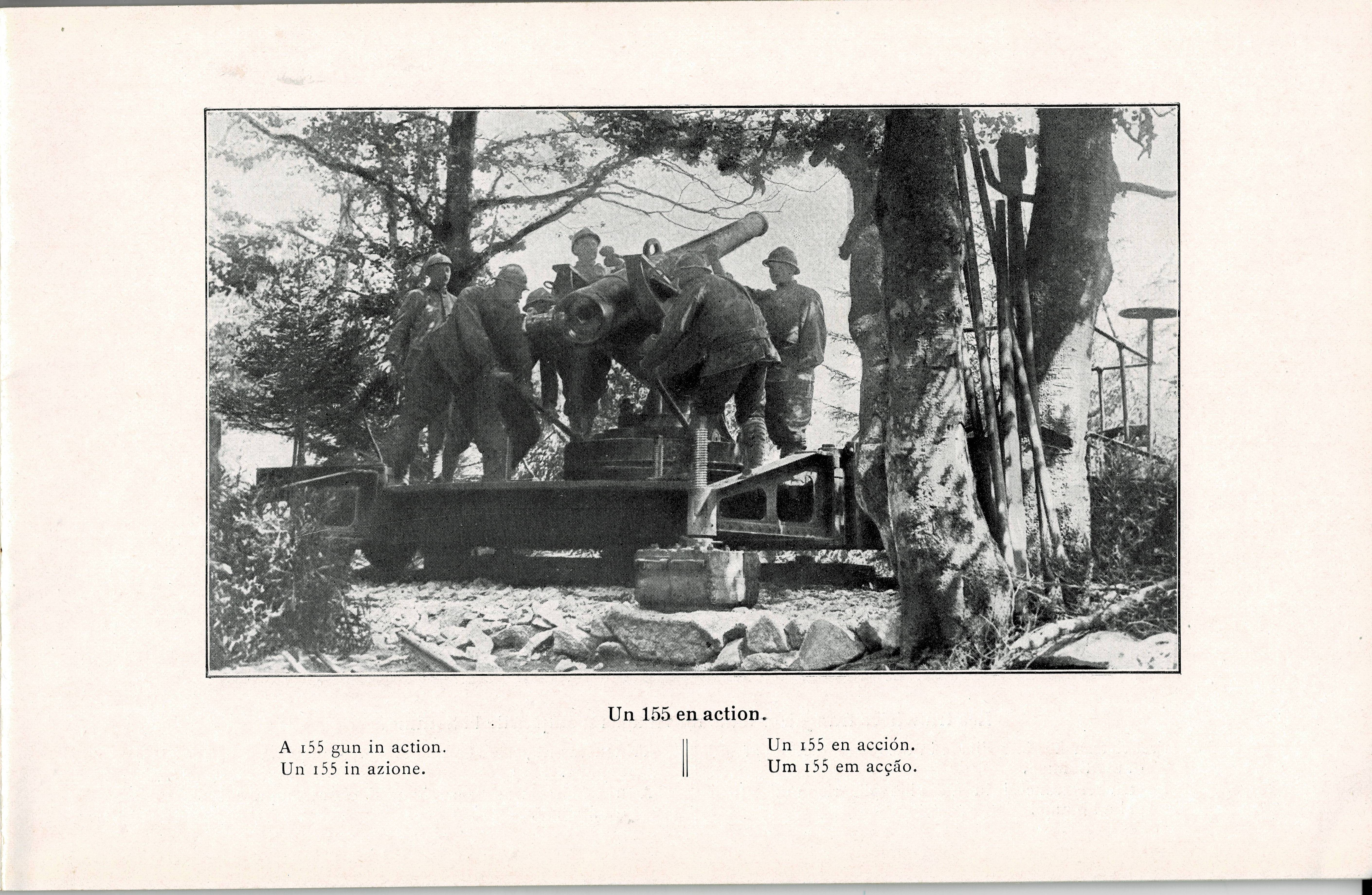
Affût Peigné Canet.

Il est développé par le lieutenant-colonel Peigné et l'ingénieur Gustave Canet au tournant du XXe siècle. Les canons sont montés sur wagons à voie étroite de 60 cm des forts de Verdun, Toul, Épinal et Belfort. Les canons sont montés sur pivot central avec système de recul hydro-pneumatique qui permet le tir à grande élévation et le pointage à 360°. Cela permet de déplacer rapidement les pièces dans les fortifications, ainsi que le transport des munitions.

### Canon obusier de155mmmle 1881/12 Filloux

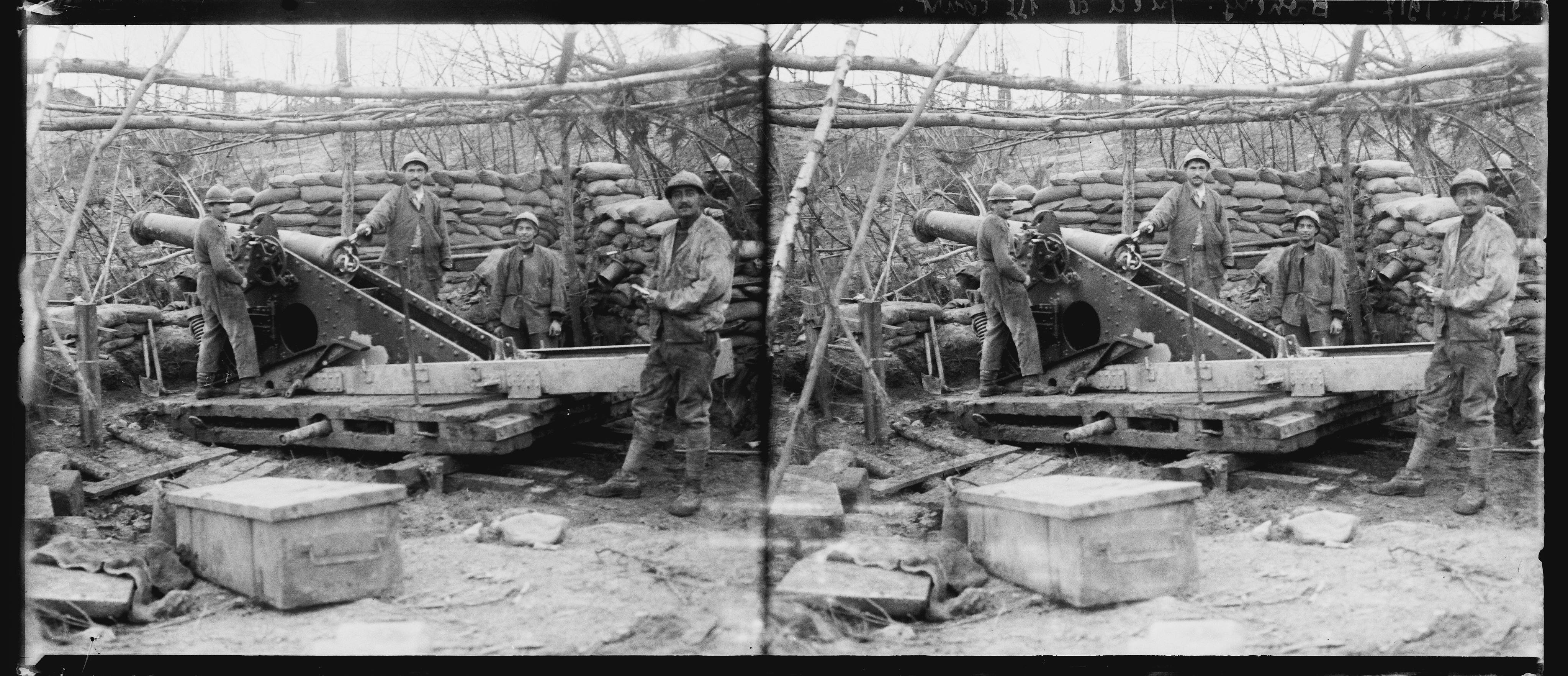
Filloux ?

C'est un programme de modification datant de 1912 qui permet la conversion de 108 canons 155C mle 1881 par installation sur un affût à recul hydro-pneumatique avec une pointage limité en azimut. Le nouvel affût est conçu par le colonel Louis Filloux. Lorsque le canon tire, le frein hydro-pneumatique amortit le recul de l'affût qui glisse sur les rails inclinés de la plate-forme de tir et revient à sa position initiale par gravité. Le nouvel affût améliore la cadence de tir et diminue le temps de mise en place par une meilleure distribution des masses et la réduction du temps de mise en batterie. L'avant de l'affût pivote pour permettre un pointage jusqu'à 24° en azimut.

### Canon de155mmC mle 1890 Baquet
Cet obusier utilise le même tube que le 155C mle 1881 sur un nouvel affût léger conçu pour la traction hippomobile. L'affût est séparé en deux parties : une partie fixe qui supporte l'arme et un berceau coulissant maintenant le tube. Un système de recul hydro-pneumatique fait la liaison entre les deux parties de l'affût qui sont ajourées pour permettre le tir à grande élévation. Le berceau peut pivoter par l'avant pour permettre un pointage limité en azimut. Lors du tir, le berceau recule alors que la partie inférieure reste fixe. Ce système est similaire à celui utilisé sur le Canon de 120 mm C modèle 1890. La difficulté est que le système hydro-pneumatique n'est pas assez puissant pour absorber le recul et la pièce est instable. En août 1914, 134 canons 155C mle 1890 sont affectés aux régiments d'artillerie lourde de campagne et les régiments d'artillerie à pied dans des forts Séré de Rivières.

### Obusier de 155 mm à tir rapide, dit «Rimailho»
Ces obusiers, équipés d'un frein de recul, étaient destinés à fournir l'artillerie lourde de campagne jugée nécessaire pour compléter le canon de 75 mm qui équipe massivement les régiments d'artillerie français, théoriquement pour tirer sur des fortifications de campagne (tranchées, abris, etc.). Le modèle 1904 devait servir en attendant la production de matériels plus modernes. Ces armes étaient fondées sur le réemploi des tubes du canon Mle 1881, ce qui a limité leur portée et donc, leur efficacité au cours de la Grande Guerre.

## Munitions
Le 155C mle 1881 utilise des obus à charge séparée. Les charges sont conditionnées dans des sacs de tissu et varient de 0,6-2,8 kg suivant la vitesse initiale recherchée.
| Nom                      | Projectile | Rendement                                   | Notes                  |
| ------------------------ | ---------- | ------------------------------------------- | ---------------------- |
| Obus ordinaires          | 40 kg      | 1,4 - 2,1 kg Poudre noire ou Melinite       |                        |
| Obus allongés Mle 1890   | 43 kg      | 10,3 kg Melinite                            |                        |
| Obus de 4½ calibres      | 43,7 kg    | 12 kg                                       |                        |
| Obus de rupture          | ?          | ?                                           |                        |
| Obus à balles            | 40,59 kg   | 450 g + 270 granulés                        | 26,1 g grains de plomb |
| Obus à mitraille         | 40,5 kg    | 550 g + 416 granulés                        | 25 g grains de plomb   |
| Boites à mitraille       | 39,6 kg    | 429 granulés                                | 65 g grains de plomb   |
| Projectiles incendiaires | ?          | 800 g Melinite + 30 bouteilles incendiaires |                        |